# Ісії Масатада
Ісії Масатада (яп. 石井正忠, нар. 1 лютого 1967, Ітіхара) — японський футболіст, що грав на позиції півзахисника. По завершенні ігрової кар'єри — тренер. З 2023 року очолює тренерський штаб команди Таїланд.
Виступав, зокрема, за клуби «НТТ Канто» та «Касіма Антлерс».
Чемпіон Японії (як тренер). Володар Кубка Імператора (як тренер). Володар Суперкубка Японії (як тренер). Володар Кубка Джей-ліги (як тренер). Дворазовий чемпіон Таїланду (як тренер). Дворазовий володар Кубка Таїланду (як тренер). Дворазовий володар Кубка тайської ліги (як тренер).

## Ігрова кар'єра
У дорослому футболі дебютував 1989 року виступами за команду «НТТ Канто», в якій провів два сезони, взявши участь у 43 матчах чемпіонату.  Більшість часу, проведеного у складі «НТТ Канто», був основним гравцем команди.
Своєю грою за цю команду привернув увагу представників тренерського штабу клубу «Касіма Антлерс», до складу якого приєднався 1991 року. Відіграв за команду з міста Касіми наступні шість сезонів своєї ігрової кар'єри.
Завершив ігрову кар'єру у команді «Авіспа Фукуока», за яку виступав протягом 1998 року.

## Кар'єра тренера
Розпочав тренерську кар'єру, повернувшись до футболу після тривалої перерви, 2015 року, очоливши тренерський штаб клубу «Касіма Антлерс», де пропрацював з 2015 по 2017 рік.
У 2023 році став головним тренером збірної Таїланду, тренував збірну Таїланду один рік.
Протягом тренерської кар'єри також очолював команди «Омія Ардія», «Самут Пракан Сіті» та «Бурірам Юнайтед».
З 2023 року очолює тренерський штаб збірної Таїланду.
| Дата      | Місто                   | Господарі         | Результат | Гості          | Турнір                       | Голи              | Примітки |
| --------- | ----------------------- | ----------------- | --------- | -------------- | ---------------------------- | ----------------- | -------- |
| 1-1-2024  | Токіо                   | Японія            | 5 – 0     | Таїланд        | товариський матч             | -                 |          |
| 16-1-2024 | Доха                    | Таїланд           | 2 – 0     | Киргизстан     | Кубок Азії 2023 - 1-й етап   | 2 Supachai Jaided |          |
| 21-1-2024 | Доха                    | Оман              | 0 – 0     | Таїланд        | Кубок Азії 2023 - 1-й етап   | -                 |          |
| 25-1-2024 | Ер-Раян (муніципалітет) | Саудівська Аравія | 0 – 0     | Таїланд        | Кубок Азії 2023 - 1-й етап   | -                 |          |
| 30-1-2024 | Ер-Раян (муніципалітет) | Узбекистан        | 2 – 1     | Таїланд        | Кубок Азії 2023 - 1/8 фіналу | Supachok Sarachat |          |
| 21-3-2024 | Сеул                    | Південна Корея    | 1 – 1     | Таїланд        | Відбір до ЧС 2026            | Suphanat Mueanta  |          |
| 26-3-2024 | Бангкок                 | Таїланд           | 0 – 3     | Південна Корея | Відбір до ЧС 2026            | -                 |          |
| Усього    |                         | Матчів            | 7         |                | Голів                        | 4                 |          |

## Титули і досягнення

### Як тренера
- Чемпіон Японії (1):

«Касіма Антлерс»: 2016
- Володар Кубка Імператора (1):

«Касіма Антлерс»: 2016
- Володар Суперкубка Японії (1):

«Касіма Антлерс»: 2017
- Володар Кубка Джей-ліги (1):

«Касіма Антлерс»: 2015
- Чемпіон Таїланду (2):

«Бурірам Юнайтед»: 2021-2022, 2022-2023
- Володар Кубка Таїланду (2):

«Бурірам Юнайтед»: 2021-2022, 2022-2023
- Володар Кубка тайської ліги (2):

«Бурірам Юнайтед»: 2021-2022, 2022-2023